# Ciro Alfano
Ciro Alfano (Napoli, 18 febbraio 1954) è un politico italiano.

## Biografia
Figlio del parlamentare Gennaro Alfano, dopo la militanza nella Democrazia Cristiana, nel 1994 aderisce al Centro Cristiano Democratico.
Nel 1994 si candida alla Camera dei deputati nel collegio di Marano di Napoli, con il sostegno del Polo del Buon Governo: ottiene il 36,0% dei consensi ed è sconfitto dal rappresentante dei Progressisti Tullio Grimaldi.
Dal 1997 al 2001 è consigliere comunale del comune di Napoli (eletto nella lista CCD-Patto Segni). Diventa quindi capogruppo del CCD in consiglio comunale.
Alle elezioni politiche del 2001 viene eletto alla Camera dei Deputati nel collegio uninominale di Marano di Napoli, sostenuto dalla Casa delle Libertà (in quota CCD). Nel 2002 confluisce nell'Unione di Centro, nelle cui file è riconfermato alla Camera alle elezioni politiche del 2006. Conclude il proprio mandato parlamentare nel 2008.
Dal 6 luglio 2009 al 27 gennaio 2012 è Commissario Provinciale dell'Unione di Centro. Dall'ottobre 2010 è Consigliere d'Amministrazione dell'Ente Mostra d'Oltremare.
Dal 26 maggio 2012 è vicepresidente della Provincia di Napoli e Assessore Attività Produttive.
Alle elezioni politiche del 2013 è candidato al Senato della Repubblica, in regione Campania, nella lista Con Monti per l'Italia (in sesta posizione, in quota UDC), risultando tuttavia il quarto dei non eletti.